# 巨野站
巨野站，位于中华人民共和国山东省菏泽市巨野县永丰街道，是新兖铁路上的火车站，建于1978年，由济南局集团管辖。

## 歷史
- 建于1978年。
- 受巨野站站台改造影响，2025年5月7日至29日，巨野站暂停客运服务[3]。

## 車站周邊
- 中国建设银行巨野支行火车站分理处
- 巨野县人力资源和社会保障局
- 巨野县城市管理局
- 巨野县人民法院
- 中国农业银行巨野县支行

## 外部連結
- 中国铁路客户服务中心 （页面存档备份，存于）